# Грачёв, Иван Васильевич
Иван Васильевич Грачёв ( 26 августа 1909 года, Касимов, Рязанская губерния — 25 ноября 1962 года, Петрозаводск, Карельская АССР) — советский хозяйственный деятель, машиностроитель.

## Биография
Родился в семье сапожника, работал батраком.
В 1925—1930 годах работал на строительстве Туркестано-Сибирской железной дороги. В 1930—1932 годах учился в ораниенбаумском лесотехническом техникуме. В 1932—1937 годах учился в Ленинградской лесотехнической академии.
После окончания академии был назначен директором Лисинского лесхоза в Ленинградской области.
В 1939 году призван в РККА, участник Советско-финской войны (1939—1940).
В годы Великой Отечественной войны выполнял спецзадания командования в Ребольском районе, в дальнейшем — командир партизанского отряда на территории Белорусской ССР.
В 1946—1949 годах — заместитель начальника главка «Лесбуммаш» в Карело-Финской ССР.
В 1951—1961 годах — директор Онежского машиностроительного завода. В эти годы на заводе было освоено  тракторостроение, в 1956 году на заводе был выпущен первый трелёвочный трактор для лесной промышленности.
В 1961 году назначен начальником главка деревообработки Карельского совнархоза.
Скончался скоропостижно 25 ноября 1962 года.